# BA-20 (route)
La BA-20 est une avenue qui entoure Badajoz par le sud en desservant les différentes zones de la ville.
D'une longueur de 12 kilomètres, elle relie l'A-5 de l'est à l'ouest de la ville. 
Elle est composée de plusieurs échangeurs qui desservent le centre-ville sous forme de giratoires et croisements.

## Tracé
- Elle se déconnecte de l'A-5 à l'est et prolonge la Route de Madrid.
- Elle traverse le centre urbain par le sud avant d'atteindre l'Avenue de Elvas jusqu'au prolongement de l'A-5 à l'ouest près de la frontière avec le Portugal.

## Référence
- Nomenclature